# Tetragnatha okumae
Tetragnatha okumae là một loài nhện trong họ Tetragnathidae.
Loài này thuộc chi Tetragnatha. Tetragnatha okumae được miêu tả năm 1995 bởi Barrion & Litsinger.